# Agriocnemis pieris
Agriocnemis pieris är en trollsländeart som beskrevs av Harry Hyde Laidlaw, Jr. 1919. Agriocnemis pieris ingår i släktet Agriocnemis och familjen dammflicksländor. IUCN kategoriserar arten globalt som livskraftig. Inga underarter finns listade i Catalogue of Life.

## Bildgalleri

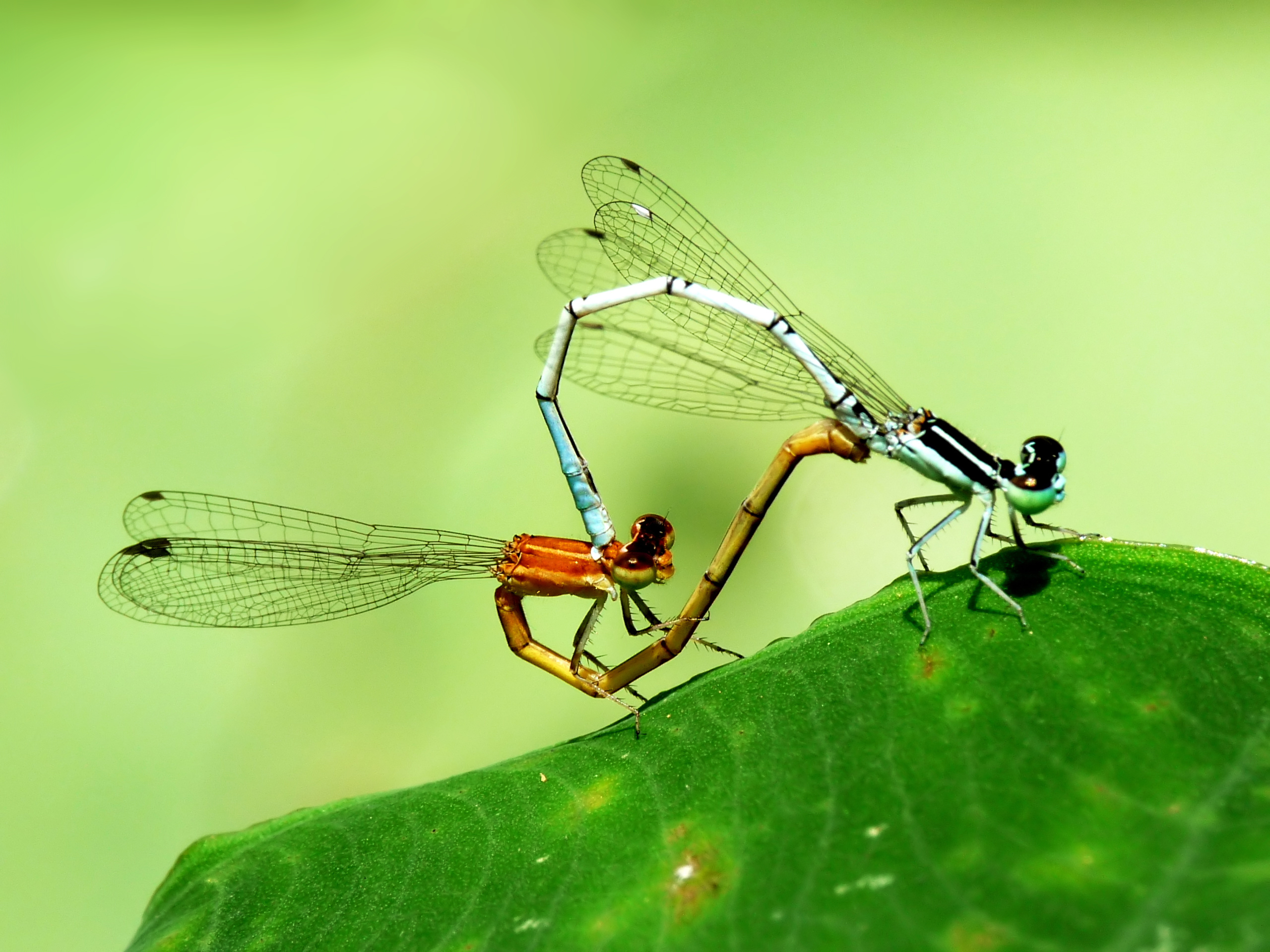
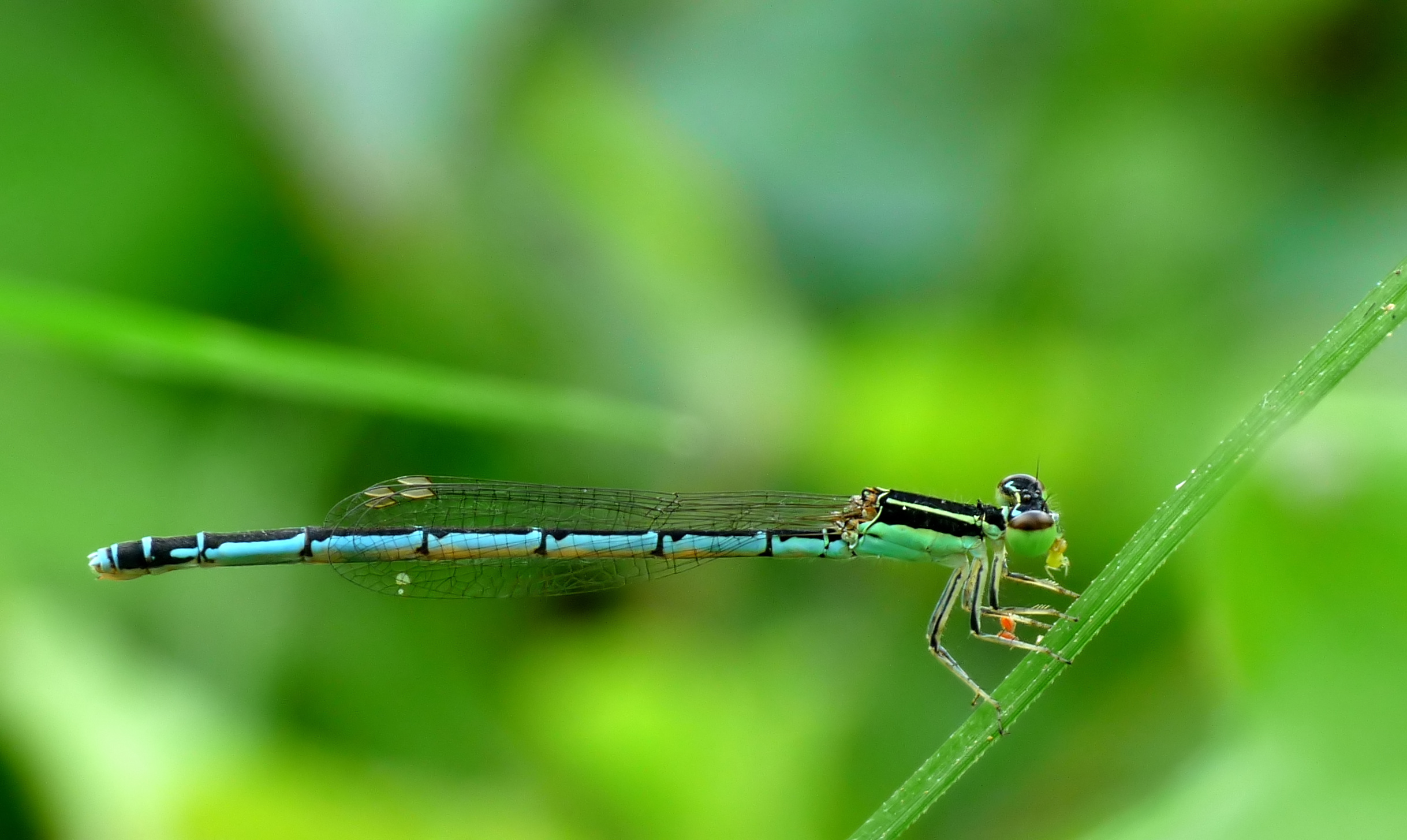
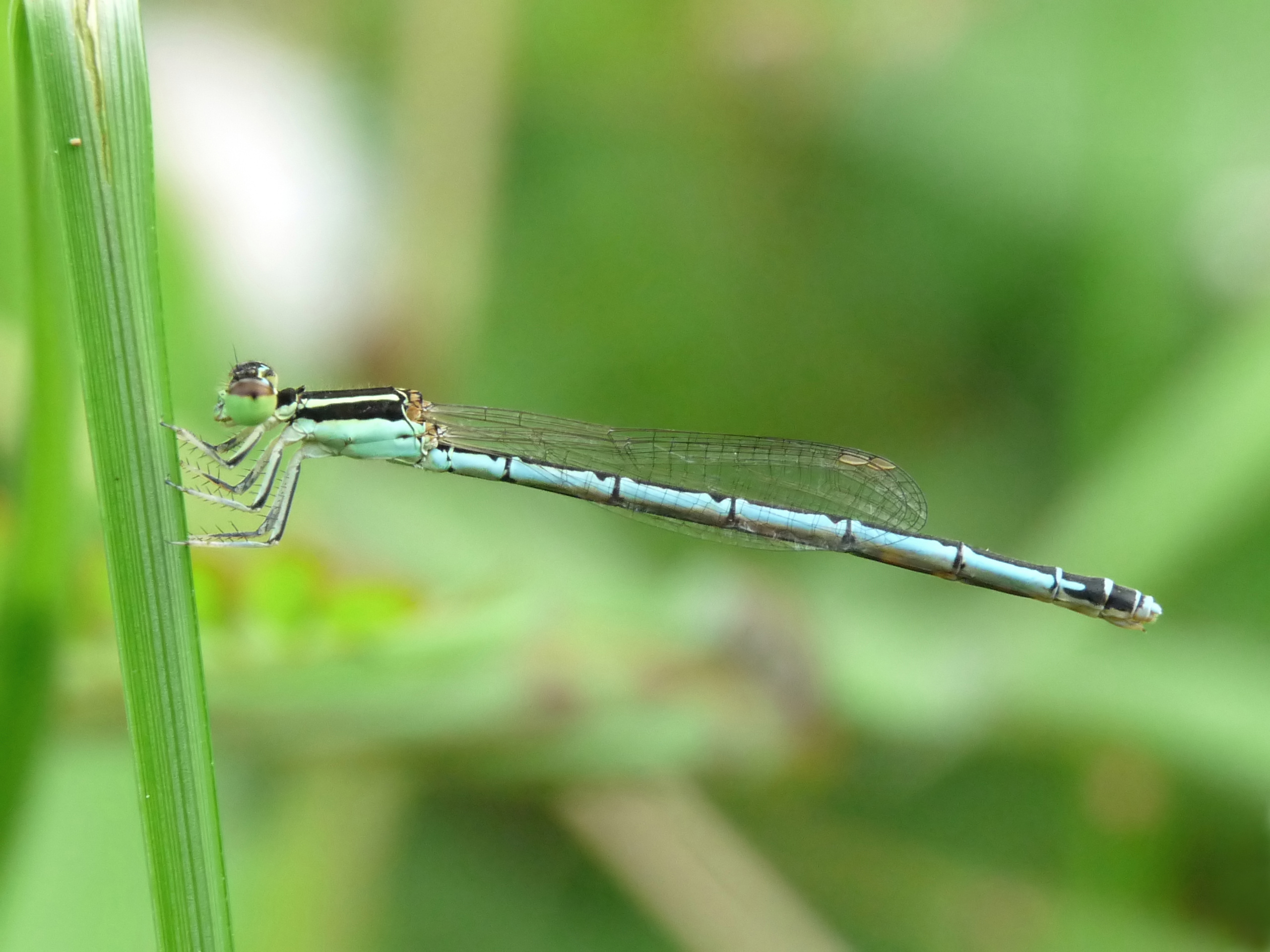
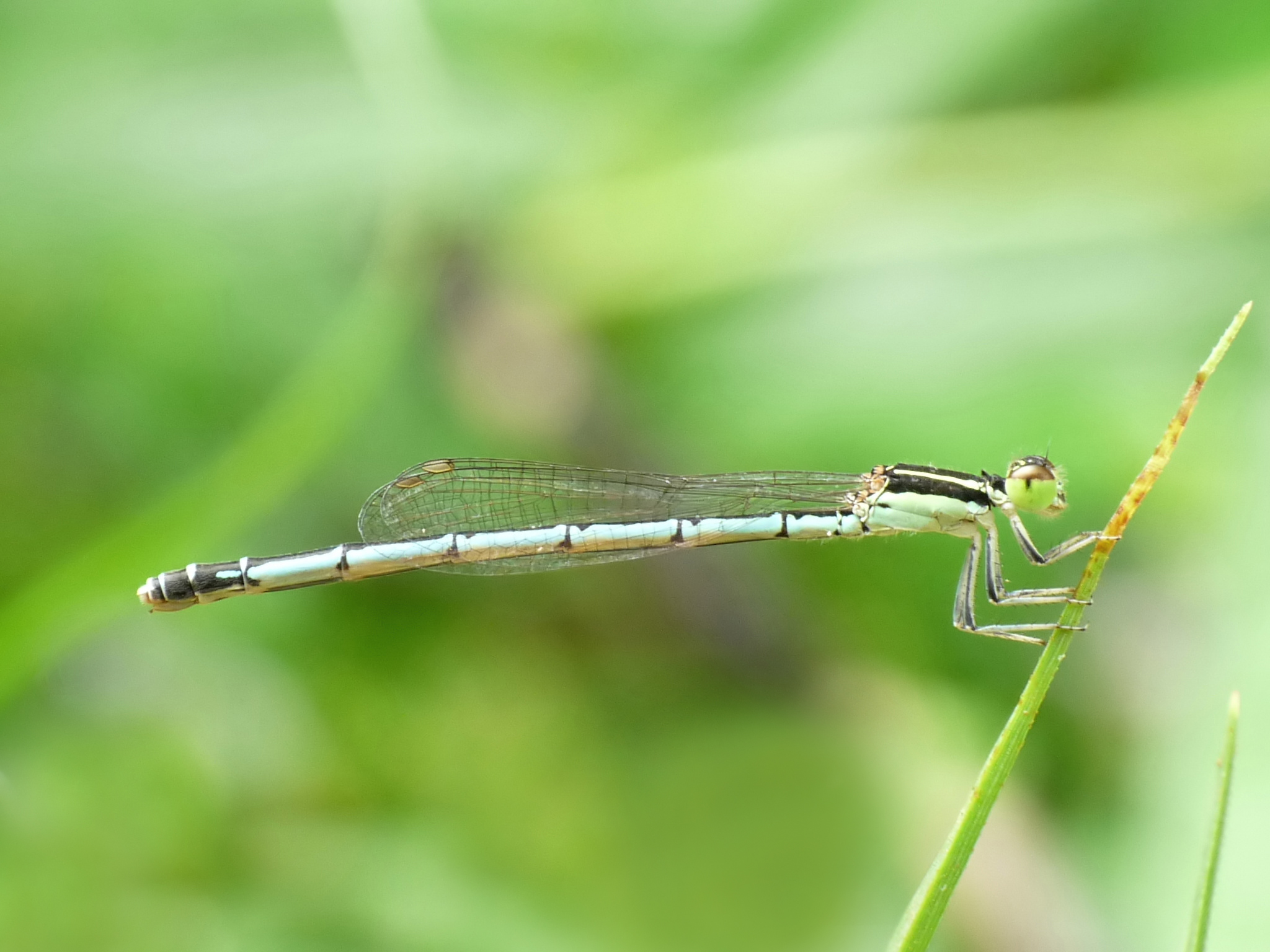
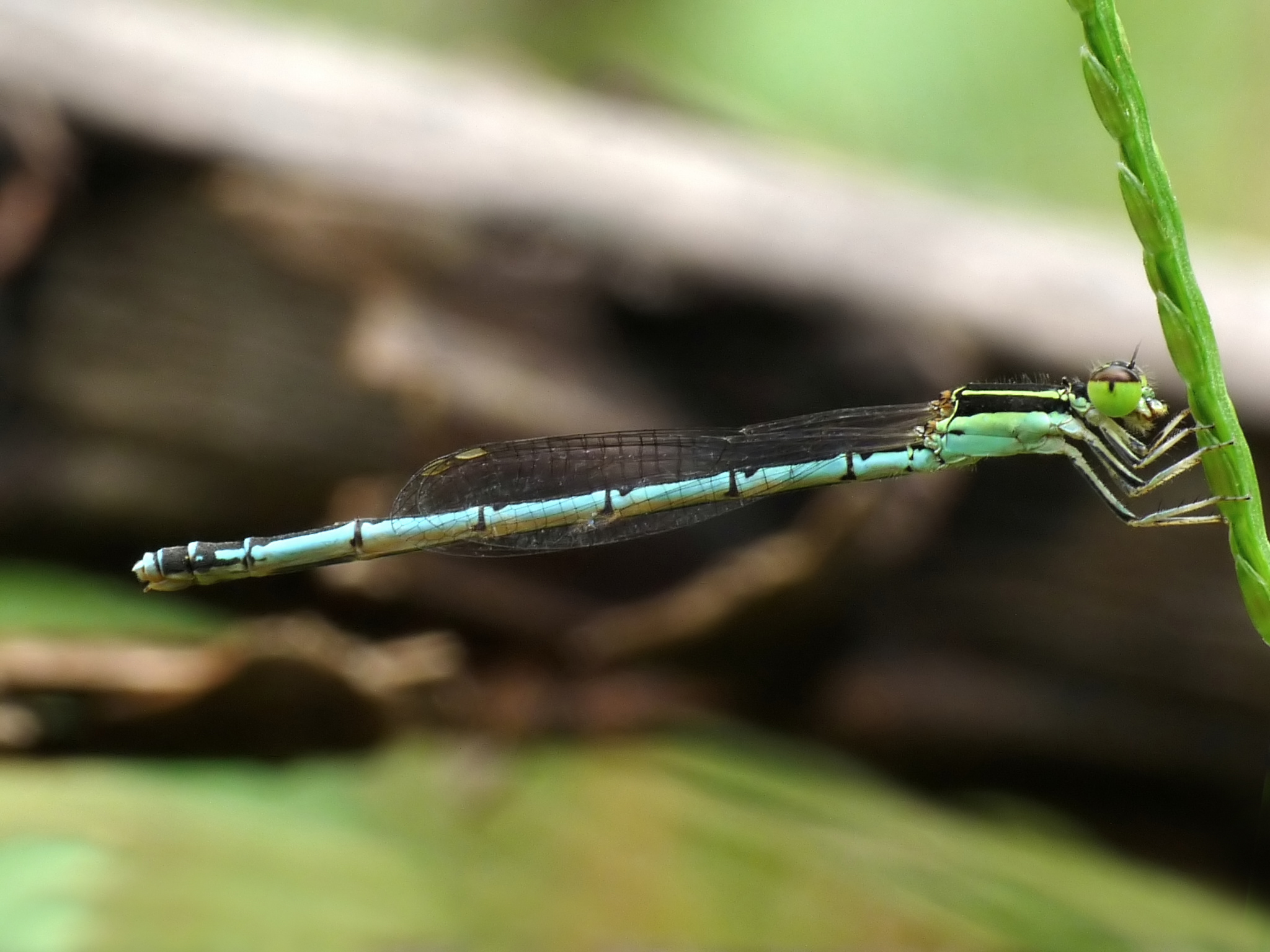